# Dirka po Španiji 2013
Dirka po Španiji 2013 (špansko Vuelta a España 2013) je 68. izvedba dirke po Španiji, tritedenske moške cestne kolesarske etapne dirke. Začela se je 24. avgusta v Vilanova de Arousu in končala 15. septembra v Madridu. Sodelovalo je 198 kolesarjev iz 22-ih ekip. Rdečo majico je prvič osvojil Chris Horner (RadioShack–Leopard), drugo mesto Vincenzo Nibali (Astana), tretje pa Alejandro Valverde (Movistar Team). Zeleno majico je osvojil Alejandro Valverde, pikčasto majico je osvojil Nicolas Edet (Cofidis), belo majico pa Chris Horner. Horner je z 41 leti postal najstarejši zmagovalec dirke Grand Toura.

## Ekipe
UCI ProTeams
- Ag2r-La Mondiale
- Argos-Shimano
- Astana
- Belkin Pro Cycling
- BMC Racing Team
- Cannondale
- Euskaltel-Euskadi
- FDJ.fr
- Garmin–Sharp
- Team Katusha
- Lampre-Merida
- Lotto–Belisol
- Movistar Team
- Omega Pharma–Quick-Step
- Orica–GreenEDGE
- RadioShack–Leopard
- Saxo–Tinkoff
- Team Sky
- Vacansoleil-DCM

UCI Professional Continental teams
- Caja Rural–Seguros RGA
- Cofidis
- NetApp–Endura

## Etape
| Etapa  | Datum         | Štart/Cilj                                        | Razdalja    | Tip                   | Tip                    | Zmagovalec              |
| ------ | ------------- | ------------------------------------------------- | ----------- | --------------------- | ---------------------- | ----------------------- |
| 1      | 24. avgust    | Vilanova de Arousa — Sanxenxo                     | 27,4 km     | Team time trial       | ekipni kronometer      | Astana                  |
| 2      | 25. avgust    | Pontevedra — Monte da Groba                       | 177,7 km    |                       | hribovito-gorska etapa | Nicolas Roche (IRL)     |
| 3      | 26. avgust    | Vigo — Mirador de Lobeira                         | 184,8 km    |                       | ravninska etapa        | Chris Horner (USA)      |
| 4      | 27. avgust    | Lalín — Finisterra                                | 189 km      |                       | hribovito-gorska etapa | Daniel Moreno (ESP)     |
| 5      | 28. avgust    | Sober — Lago de Sanabria                          | 174,3 km    |                       | hribovito-gorska etapa | Michael Matthews (AUS)  |
| 6      | 29. avgust    | Guijuelo — Caceres                                | 175 km      |                       | ravninska etapa        | Michael Mørkøv (DEN)    |
| 7      | 30. avgust    | Almendralejo — Mairena del Aljarafe               | 205,9 km    |                       | ravninska etapa        | Zdeněk Štybar (CZE)     |
| 8      | 31. avgust    | Jerez de la Frontera — Alto de Peñas Blancas      | 166,6 km    |                       | hribovito-gorska etapa | Leopold König (CZE)     |
| 9      | 1. september  | Antequera — Valdepeñas de Jaén                    | 163,7 km    |                       | hribovito-gorska etapa | Daniel Moreno (ESP)     |
| 10     | 2. september  | Torredelcampo — Alto de Haza Llana                | 186,8 km    |                       | gorska etapa           | Chris Horner (USA)      |
|        | 3. september  | dan počitka                                       | dan počitka | dan počitka           | dan počitka            | dan počitka             |
| 11     | 4. september  | Tarazona                                          | 38,8 km     | Individual time trial | posamični kronometer   | Fabian Cancellara (SUI) |
| 12     | 5. september  | Maella — Tarragona                                | 164,2 km    |                       | ravninska etapa        | Philippe Gilbert (BEL)  |
| 13     | 6. september  | Valls — Castelldefels                             | 169 km      |                       | hribovito-gorska etapa | Warren Barguil (FRA)    |
| 14     | 7. september  | Bagà — Coll de la Gallina (Andora)                | 155,7 km    |                       | gorska etapa           | Daniele Ratto (ITA)     |
| 15     | 8. september  | Andorra la Vella (Andora) — Peyragudes (Francija) | 224,9 km    |                       | gorska etapa           | Alexandre Geniez (FRA)  |
| 16     | 9. september  | Graus — Formigal                                  | 146,8 km    |                       | gorska etapa           | Warren Barguil (FRA)    |
|        | 10. september | dan počitka                                       | dan počitka | dan počitka           | dan počitka            | dan počitka             |
| 17     | 11. september | Calahorra — Burgos                                | 189 km      |                       | ravninska etapa        | Bauke Mollema (NED)     |
| 18     | 12. september | Burgos — Peña Cabarga                             | 186,5 km    |                       | gorska etapa           | Vasil Kirjienka (BLR)   |
| 19     | 13. september | San Vicente de la Barquera — Alto del Naranco     | 181 km      |                       | hribovito-gorska etapa | Joaquim Rodríguez (ESP) |
| 20     | 14. september | Avilés — Alto de L'Angliru                        | 142,2 km    |                       | gorska etapa           | Kenny Elissonde (FRA)   |
| 21     | 15. september | Leganés — Madrid                                  | 109,6 km    |                       | ravninska etapa        | Michael Matthews (AUS)  |
| Skupaj | Skupaj        | Skupaj                                            | 3358,9 km   | 3358,9 km             | 3358,9 km              | 3358,9 km               |

## Razvrstitev po klasifikacijah
| Etapa  | Zmagovalec        | Rdeča majica ·  | Zelena majica ·    | Pikčasta majica · | Kombinacija · | Ekipno             | Borbenost            |
| ------ | ----------------- | --------------- | ------------------ | ----------------- | ------------- | ------------------ | -------------------- |
| 1      | Astana            | Janez Brajkovič | brez               | brez              | brez          | Astana             | Janez Brajkovič      |
| 2      | Nicolas Roche     | Vincenzo Nibali | Nicolas Roche      | Nicolas Roche     | Nicolas Roche | RadioShack–Leopard | Alex Rasmussen       |
| 3      | Chris Horner      | Chris Horner    | Nicolas Roche      | Nicolas Roche     | Nicolas Roche | RadioShack–Leopard | Pablo Urtasun        |
| 4      | Daniel Moreno     | Vincenzo Nibali | Daniel Moreno      | Nicolas Roche     | Nicolas Roche | RadioShack–Leopard | Nicolas Edet         |
| 5      | Michael Matthews  | Vincenzo Nibali | Daniel Moreno      | Nicolas Roche     | Nicolas Roche | RadioShack–Leopard | Antonio Piedra       |
| 6      | Michael Mørkøv    | Vincenzo Nibali | Michael Matthews   | Nicolas Roche     | Nicolas Roche | RadioShack–Leopard | Tony Martin          |
| 7      | Zdeněk Štybar     | Vincenzo Nibali | Michael Matthews   | Nicolas Roche     | Nicolas Roche | RadioShack–Leopard | Javier Aramendia     |
| 8      | Leopold König     | Nicolas Roche   | Daniel Moreno      | Nicolas Roche     | Nicolas Roche | Saxo–Tinkoff       | Antonio Piedra       |
| 9      | Daniel Moreno     | Daniel Moreno   | Daniel Moreno      | Nicolas Roche     | Daniel Moreno | Movistar Team      | Javier Aramendia     |
| 10     | Chris Horner      | Chris Horner    | Daniel Moreno      | Chris Horner      | Chris Horner  | Saxo–Tinkoff       | Juan Antonio Flecha  |
| 11     | Fabian Cancellara | Vincenzo Nibali | Daniel Moreno      | Chris Horner      | Nicolas Roche | Astana             | Fabian Cancellara    |
| 12     | Philippe Gilbert  | Vincenzo Nibali | Daniel Moreno      | Chris Horner      | Nicolas Roche | Astana             | Fabricio Ferrari     |
| 13     | Warren Barguil    | Vincenzo Nibali | Daniel Moreno      | Chris Horner      | Nicolas Roche | Astana             | Michele Scarponi     |
| 14     | Daniele Ratto     | Vincenzo Nibali | Alejandro Valverde | Daniele Ratto     | Chris Horner  | Astana             | Daniele Ratto        |
| 15     | Alexandre Geniez  | Vincenzo Nibali | Alejandro Valverde | Nicolas Edet      | Chris Horner  | Astana             | Alexandre Geniez     |
| 16     | Warren Barguil    | Vincenzo Nibali | Alejandro Valverde | Nicolas Edet      | Chris Horner  | Euskaltel-Euskadi  | Juan Antonio Flecha  |
| 17     | Bauke Mollema     | Vincenzo Nibali | Alejandro Valverde | Nicolas Edet      | Chris Horner  | Euskaltel-Euskadi  | Javier Aramendia     |
| 18     | Vasil Kirjienka   | Vincenzo Nibali | Alejandro Valverde | Nicolas Edet      | Chris Horner  | Euskaltel-Euskadi  | Egoi Martínez        |
| 19     | Joaquim Rodríguez | Chris Horner    | Alejandro Valverde | Nicolas Edet      | Chris Horner  | Euskaltel-Euskadi  | Edvald Boasson Hagen |
| 20     | Kenny Elissonde   | Chris Horner    | Alejandro Valverde | Nicolas Edet      | Chris Horner  | Euskaltel-Euskadi  | David Arroyo         |
| 21     | Michael Matthews  | Chris Horner    | Alejandro Valverde | Nicolas Edet      | Chris Horner  | Euskaltel-Euskadi  | brez                 |
| Skupaj | Skupaj            | Chris Horner    | Alejandro Valverde | Nicolas Edet      | Chris Horner  | Euskaltel-Euskadi  | Javier Aramendia     |

## Končna razvrstitev
| Legenda | Legenda                                    | Legenda | Legenda                                           |
| ------- | ------------------------------------------ | ------- | ------------------------------------------------- |
|         | Predstavlja vodilnega v skupnem seštevku   |         | Predstavlja vodilnega po točkah                   |
|         | Predstavlja vodilnega v gorski razvrstitvi |         | Predstavlja vodilnega v kombinacijski razvrstitvi |

### Rdeča majica
| Poz. | Kolesar                  | Ekipa              | Čas         |
| ---- | ------------------------ | ------------------ | ----------- |
| 1    | Chris Horner (USA)       | RadioShack–Leopard | 84h 36' 04" |
| 2    | Vincenzo Nibali (ITA)    | Astana             | + 37"       |
| 3    | Alejandro Valverde (ESP) | Movistar Team      | + 1' 36"    |
| 4    | Joaquim Rodríguez (ESP)  | Team Katusha       | + 3' 22"    |
| 5    | Nicolas Roche (IRL)      | Saxo–Tinkoff       | + 7' 11"    |
| 6    | Domenico Pozzovivo (ITA) | Ag2r-La Mondiale   | + 8' 00"    |
| 7    | Thibaut Pinot (FRA)      | FDJ.fr             | + 8' 41"    |
| 8    | Samuel Sánchez (ESP)     | Euskaltel-Euskadi  | + 9' 51"    |
| 9    | Leopold König (CZE)      | NetApp–Endura      | + 10' 11"   |
| 10   | Daniel Moreno (ESP)      | Team Katusha       | + 13' 11"   |

### Zelena majica
| Poz. | Kolesar                    | Ekipa              | Točke |
| ---- | -------------------------- | ------------------ | ----- |
| 1    | Alejandro Valverde (ESP)   | Movistar Team      | 152   |
| 2    | Chris Horner (USA)         | RadioShack–Leopard | 126   |
| 3    | Joaquim Rodríguez (ESP)    | Team Katusha       | 125   |
| 4    | Nicolas Roche (IRL)        | Saxo–Tinkoff       | 122   |
| 5    | Daniel Moreno (ESP)        | Team Katusha       | 119   |
| 6    | Vincenzo Nibali (ITA)      | Astana             | 111   |
| 7    | Maximiliano Richeze (ARG)  | Lampre-Merida      | 84    |
| 8    | Edvald Boasson Hagen (NOR) | Team Sky           | 83    |
| 9    | Michael Matthews (AUS)     | Orica–GreenEDGE    | 78    |
| 10   | Bauke Mollema (NED)        | Belkin Pro Cycling | 75    |

### Pikčasta majica
| Poz. | Kolesar                | Ekipa                  | Točke |
| ---- | ---------------------- | ---------------------- | ----- |
| 1    | Nicolas Edet (FRA)     | Cofidis                | 46    |
| 2    | Chris Horner (USA)     | RadioShack–Leopard     | 32    |
| 3    | Daniele Ratto (ITA)    | Cannondale             | 30    |
| 4    | André Cardoso (POR)    | Caja Rural–Seguros RGA | 26    |
| 5    | Vincenzo Nibali (ITA)  | Astana                 | 23    |
| 6    | Amets Txurruka (ESP)   | Caja Rural–Seguros RGA | 22    |
| 7    | Kenny Elissonde (FRA)  | FDJ.fr                 | 21    |
| 8    | Nicolas Roche (IRL)    | Saxo–Tinkoff           | 19    |
| 9    | Vasil Kirjienka (BLR)  | Team Sky               | 18    |
| 10   | Michele Scarponi (ITA) | Lampre-Merida          | 17    |

### Bela majica
| Poz. | Kolesar                  | Ekipa                  | Čas |
| ---- | ------------------------ | ---------------------- | --- |
| 1    | Chris Horner (USA)       | RadioShack–Leopard     | 5   |
| 2    | Vincenzo Nibali (ITA)    | Astana                 | 13  |
| 3    | Alejandro Valverde (ESP) | Movistar Team          | 17  |
| 4    | Nicolas Roche (IRL)      | Saxo–Tinkoff           | 17  |
| 5    | Joaquim Rodríguez (ESP)  | Team Katusha           | 27  |
| 6    | Daniel Moreno (ESP)      | Team Katusha           | 32  |
| 7    | Michele Scarponi (ITA)   | Lampre-Merida          | 41  |
| 8    | Leopold König (CZE)      | NetApp–Endura          | 42  |
| 9    | Domenico Pozzovivo (ITA) | Ag2r-La Mondiale       | 43  |
| 10   | André Cardoso (POR)      | Caja Rural–Seguros RGA | 54  |

### Ekipna razvrstitev
| Poz. | Ekipa                  | Čas          |
| ---- | ---------------------- | ------------ |
| 1    | Euskaltel-Euskadi      | 253h 29' 35" |
| 2    | Movistar Team          | + 1' 02"     |
| 3    | Astana                 | + 1' 30"     |
| 4    | Saxo–Tinkoff           | + 9' 56"     |
| 5    | Caja Rural–Seguros RGA | + 33' 48"    |
| 6    | Team Katusha           | + 45' 21"    |
| 7    | RadioShack–Leopard     | + 46' 54"    |
| 8    | NetApp–Endura          | + 52' 29"    |
| 9    | FDJ.fr                 | + 1h 01' 21" |
| 10   | BMC Racing Team        | + 1h 56' 46" |